# James Dunn
James Howard Dunn (Nueva York, 2 de noviembre de 1905-Santa Mónica, 3 de septiembre de 1967) fue un actor cinematográfico estadounidense.

## Biografía
Nacido en Nueva York, de ascendencia irlandesa, Dunn era el hijo de un corredor de Wall Street quien, según el propio Dunn, "o tenía un millón o no tenía nada". Dunn inició su carrera en el vodevil antes de su aparición en el cine en los primeros años treinta. Dejó muy buena impresión con sus primeros papeles, incluyendo Society Girl (Chica bien) (1932) con Peggy Shannon y Hello, Sister! (¡Hola, hermanita!) (1933) con Boots Mallory y ZaSu Pitts. Otros primeros éxitos de Dunn fueron Bad Girl (1931), Change of Heart (El primer amor) (1933) con Janet Gaynor, y tres películas de Shirley Temple, Baby Take a Bow (Gracia y simpatía), Stand Up and Cheer (¡Levántate y aplaude!), y Bright Eyes (Ojos cariñosos), todas ellas de 1934. 
Los siguientes papeles no sirvieron para promocionar su carrera, y en los últimos años treinta sus expectativas no eran buenas a causa de su alcoholismo. En 1945 su actuación en A Tree Grows in Brooklyn (Lazos humanos) le valió un Premio Óscar como actor de reparto. Irónicamente, interpretaba a un alcohólico. Su éxito no tuvo continuidad, y a inicios de la década de 1950 se encontraba en paro, arruinado y alcoholizado. Apareció en la comedia televisiva It's A Great Life desde 1954 hasta 1956. 
Estuvo casado con la actriz Frances Gifford entre 1938 y 1942. 
Falleció a causa de las complicaciones aparecidas tras una intervención quirúrgica digestiva en Santa Mónica, California. 
James Dunn tiene dos estrellas en el Paseo de la Fama de Hollywood, una por su contribución a la industria cinematográfica en 6555 Hollywood Boulevard, y otra por su trabajo en televisión en 7000 Hollywood Boulevard.

## Premios y distinciones
Premios Óscar
| Año  | Categoría              | Película      | Resultado |
| ---- | ---------------------- | ------------- | --------- |
| 1946 | Mejor actor de reparto | Lazos humanos | Ganador   |